# De Stentor
Die Zeitung de Stentor ist eine niederländische Regionalzeitung mit Redaktionssitz in Zwolle. Die Zeitung erscheint montags bis samstags im Tabloid-Format. Herausgeber der Zeitung ist Wegener, wo mit BN/De Stem, Brabants Dagblad, Eindhovens Dagblad, De Gelderlander, Provinciale Zeeuwse Courant und De Twentsche Courant Tubantia weitere Regionalzeitungen erscheinen. Die bezahlte Auflage betrug im ersten Quartal 2008 127.837 Exemplare. Chefredakteur ist Alex Engbers.
Die Zeitung entstand 2003 als übergreifender Titel für die Lokalausgaben Apeldoornse Courant, Dagblad Flevoland, Deventer Dagblad, Gelders Dagblad, Nieuw Kamper Dagblad, Sallands Dagblad, Veluws Dagblad, Zutphens Dagblad und Zwolse Courant. Das Verbreitungsgebiet umfasst von Flevoland über die Achterhoek und den Nordosten Overijssels bis zum Südosten der Veluwe weite Teile der Niederlande.
Die Zeitung verfügt über Redaktionsbüros in Dronten, Emmeloord, Epe, Harderwijk, Kampen, Lochem, Ommen, Raalte, Zutphen und Zwartsluis, weitere Verlagsbüros befinden sich in Apeldoorn (2), Deventer und Zwolle.

## Geschichte
Unter dem Namen de Stentor sind seit 2003 folgende Zeitungen zusammengefasst:
| Name                 | Älteste Vorläuferzeitung                                          | Gründungsjahr    |
| -------------------- | ----------------------------------------------------------------- | ---------------- |
| Apeldoornse Courant  | Nieuwe Apeldoornsche courant: dagblad voor Apeldoorn en de Veluwe | 190x (Vorläufer) |
| Dagblad Flevoland    | Het nieuwe land: dagblad voor de Noordoostpolder                  | 1954 (Vorläufer) |
| Deventer Dagblad     | De koerier: weekblad aan het volksbelang gewĳd                    | 1869 (Vorläufer) |
| Gelders Dagblad      | (*1)                                                              | (*1)             |
| Nieuw Kamper Dagblad |                                                                   | 1949             |
| Sallands Dagblad     |                                                                   | 1968             |
| Veluws Dagblad       |                                                                   | 1945             |
| Zutphens Dagblad     | (*2)                                                              | (*2)             |
| Zwolse Courant       | Overĳsselsch weekblad tot nut van 't algemeen                     | 1790 (Vorläufer) |

(*1) Das Gelders Dagblad entstand am 1. Februar 1992 aus den früheren Zeitungen De Vallei (gegründet 1926), Edese Courant (gegründet in den 1920er Jahren) und der Lokalausgabe "Wageningen" der Arnhemse Courant (gegründet 1814), am 1. Mai 1993 kam auch das Nijmeegs Dagblad hinzu. Am 5. November 2001 gingen drei Lokalausgaben des Gelders Dagblad, "Betuwe & Liemers", "Graafschap/Achterhoek" und "Vallei/Veluwe", in De Gelderlander ein, der verbliebene Teil des Gelders Dagblad wurde 2003 zu de Stentor: Gelders Dagblad.
(*2) Das Zutphens Dagblad (der Name wurde 1955 gekürzt, zuvor war er Zutphens dagblad voor Graafschap en Veluwezoom) wurde 1994 eine Lokalausgabe des Gelders Dagblad (siehe Anmerkung zuvor). Seit der Integration dieses Blattes in de Stentor gibt es wieder eine getrennte Ausgabe mit dem Namen Zutphens Dagblad.
Am 6. Februar 2007 wurde vom Broadsheet- auf das kompaktere Tabloid-Format umgestellt.